# Táin Bó Cúailnge
Táin Bó Cúailnge (em português: o ataque ao gado de Cooley) é um conto lendário da literatura irlandesa antiga, muitas vezes considerado como um épico, embora seja escrito principalmente em prosa em vez de verso, sendo o mais famoso e mais longo dos contos heróicos irlandeses antigos.
Conta uma história sobre a guerra contra Ulaid efectuada pela rainha Maeve de Connacht e o seu marido Ailill mac Máta, que tencionavam roubar o toiro Donn Cuailnge, e cuja oposição foi feita pelo héroi do Ulster, Cú Chulainn. Um conto semelhante com ocorrência no Oeste da Irlanda é Táin Bó Flidhais.[carece de fontes?]
As ocorrências do conto são tradicionalmente colocadas no século I, numa época heróica pré-cristã, tratando-se de um texto central de um grupo maior conhecido como o Ciclo do Ulster. Sobrevive em duas principais versões escritas em manuscritos do século XII, a primeira principalmente escrita em língua irlandesa antiga, a segunda uma obra mais consistente escrita em irlandês médio. A saga poderá ter sido escrita pela primeira vez por volta do século VII.